# Liste der denkmalgeschützten Objekte in Wien/Hernals
Die Liste der denkmalgeschützten Objekte in Wien-Hernals enthält die 59 denkmalgeschützten unbeweglichen Objekte des 17. Wiener Gemeindebezirks Hernals.

## Denkmäler
| Foto  |                 | Denkmal | Standort                                                 | Beschreibung | Metadaten |
| ----- | --------------- | --- | -------------------------------------------------------- | --- | --- |
| ja    | Datei hochladen | Natursteinplastik „Kuh und Kalb“ HERIS-ID: 63496 Objekt-ID: 76164 Wien Kulturgut: 41819                              | Alszeile Standort KG: Dornbach                           | Die Natursteinplastik „Kuh und Kalb“ wurde 1964 von Alfred Kurz geschaffen. Sie befindet sich bei der Adresse Alszeile 118. | BDA-Hist.: Q38103544 Status: § 2a Stand der BDA-Liste: 2025-06-30 Name: Natursteinplastik „Kuh und Kalb“ GstNr.: 25/8 Natursteinplastik Kuh und Kalb |
| ja    | Datei hochladen | Pavillon HERIS-ID: 63762 Objekt-ID: 76448                                                                            | Alszeile Standort KG: Dornbach                           | Der Pavillon im Pfarrgarten der Dornbacher Pfarrkirche ist ein barockes, zweigeschoßiges Gartenhaus über quadratischem Grundriss mit Mansardenzeltdach, wobei abgerundete Ecken einen oktogonalen Eindruck erzeugen. Der Pavillon stammt vermutlich aus der ersten Hälfte des 17. Jahrhunderts. | BDA-Hist.: Q38104225 Status: § 2a Stand der BDA-Liste: 2025-06-30 Name: Pavillon GstNr.: 5/4 Pavillion Dornbacher Pfarrhof |
| ja    | Datei hochladen | Hauerhaus, Friedrich-Schmidt-Haus HERIS-ID: 41208 Objekt-ID: 41677                                                   | Andergasse 8 Standort KG: Dornbach                       | Die sogenannte Bärenvilla diente als Wohn- und Arbeitsstätte von Friedrich von Schmidt, Otto Jarl und Karin Jarl-Sakellarios. Das im Kern hakenförmige Weinhauerhaus aus dem Anfang des 19. Jahrhunderts wurde mehrfach umgebaut und vergrößert. Die Terrasse mit Torturm wurde 1879 von Franz Glaser errichtet. | BDA-Hist.: Q37998636 Status: Bescheid Stand der BDA-Liste: 2025-06-30 Name: Hauerhaus, Friedrich-Schmidt-Haus GstNr.: 411 Friedrich-Schmidt-Haus |
| ja    | Datei hochladen | Wohnhausanlage Ernest-Bevin-Hof HERIS-ID: 12390 Objekt-ID: 8528 Wiener Wohnen: 23                                    | Andergasse 12-22, ger. Nr. Standort KG: Dornbach         | Der Ernest-Bevin-Hof wurde zwischen 1956 und 1958 nach Plänen von Siegfried Theiss, Hans und Walter Jaksch und Franz Peydl entworfen. Noch während der Bauzeit wurde der Gemeindebau mit zahlreichen Kunstwerken ausgestattet. | BDA-Hist.: Q38129163 Status: Bescheid Stand der BDA-Liste: 2025-06-30 Name: Wohnhausanlage Ernest-Bevin-Hof GstNr.: 430/3, 430/4, 430/5, 430/6, 430/7, 430/8, 430/9, 430/10, 430/11, 430/12, 430/13, 430/14, 430/15, 430/16 Ernest-Bevin-Hof                                                                           |
| ja    | Datei hochladen | Wohnhausanlage der Gemeinde Wien HERIS-ID: 48714 Objekt-ID: 52257 Wiener Wohnen: 1249                                | Balderichgasse 23-29 Standort KG: Dornbach               | Der zwischen 1922 und 1924 entstandene Gemeindebau wurde von Karl Ehn geplant. Es handelt sich bei dem Bauwerk um eine geschlossene Blockverbauung um einen zentralen Hof. Die Fassade wurde durch steile Dachgiebel, Polygonalerker und sparsames Dekor gegliedert. | BDA-Hist.: Q38031440 Status: § 2a Stand der BDA-Liste: 2025-06-30 Name: Wohnhausanlage der Gemeinde Wien GstNr.: 1131/4, 1132/1, 1132/4, 1131/6 |
| ja    | Datei hochladen | Dreifamilienhaus HERIS-ID: 62229 Objekt-ID: 74756                                                                    | Braungasse 38 Standort KG: Dornbach                      | Das Mehrfamilienhaus wurde 1930 nach Plänen von Kurt Klaudy im Internationalen Stil errichtet. Als Stilmittel dienen Fensterbänder und ein kleiner, halbrunder Balkon. | BDA-Hist.: Q38099162 Status: Bescheid Stand der BDA-Liste: 2025-06-30 Name: Dreifamilienhaus GstNr.: 1177/3 Braungasse 38 (Wien) |
| ja    | Datei hochladen | Villa Graßberger HERIS-ID: 48741 Objekt-ID: 52286                                                                    | Braungasse 41 Standort KG: Dornbach                      | Die Graßberger-Villa wurde zwischen 1908 und 1909 von Jože Plečnik errichtet und in den 1950er Jahren aufgestockt, wobei die Fassade stark verändert wurde. 1994–1995 wurde die Villa in den Originalzustand rückgebaut. | BDA-Hist.: Q38031550 Status: § 57-Mandatsbescheid Stand der BDA-Liste: 2025-06-30 Name: Villa Graßberger GstNr.: 1177/26 Graßberger Villa |
| ja    | Datei hochladen | Wasserbehälter Schafberg 1 samt Ein- und Auslaufbauwerk HERIS-ID: 16587 Objekt-ID: 12852                             | Czartoryskigasse 90 Standort KG: Dornbach                | Der Wasserbehälter am Schafberg entstand 1896 im Zuge der Erweiterung der I. Wiener Hochquellenwasserleitung. Der kleine Schieberkammerbau erhielt ein nachklassizistisch-historistisches Aussehen im Rundbogenstil. | BDA-Hist.: Q37820789 Status: Bescheid Stand der BDA-Liste: 2025-06-30 Name: Wasserbehälter Schafberg 1 samt Ein- und Auslaufbauwerk GstNr.: 715/1, 715/5, 715/6 Wasserbehälter Schafberg |
| ja    | Datei hochladen | Kath. Pfarrkirche, Sühnekirche hl. Herz Jesu HERIS-ID: 48716 Objekt-ID: 52259                                        | Dr.-Josef-Resch-Platz 12 Standort KG: Dornbach           | Die Herz-Jesu-Sühnekirche wurde 1931/32 nach Plänen von Bruno Buchwieser senior erbaut und 1937 zur Pfarre erhoben. Bei dem Kirchengebäude handelt es sich um eine Säulenbasilika in frühchristlich-romaisierendem Stil mit angebautem Turm und anschließendem Pfarrhaus. | BDA-Hist.: Q1615015 Status: § 2a Stand der BDA-Liste: 2025-06-30 Name: Kath. Pfarrkirche, Sühnekirche hl. Herz Jesu GstNr.: 1112/1 Herz-Jesu-Sühnekirche (Wien) |
| ja    | Datei hochladen | Schule HERIS-ID: 62231 Objekt-ID: 74758                                                                              | Dr.-Josef-Resch-Platz 16 Standort KG: Dornbach           | Die Schule der Stadt Wien entstand um 1910 und wurde als freistehender, viergeschoßiger Bau mit Innenhof ausgeführt. Die Fassade wurde mittels seichter Risalitgliederung und sparsamen Dekor aus Blattornamenten und Kartuschen gegliedert. | BDA-Hist.: Q38099174 Status: § 2a Stand der BDA-Liste: 2025-06-30 Name: Schule GstNr.: 1118/2 Schule Josef-Resch-Platz |
| ja    | Datei hochladen | Kath. Pfarrkirche, Dornbacher Pfarrkirche hll. Peter und Paul HERIS-ID: 56767 Objekt-ID: 66338                       | Dornbacher Straße 56 Standort KG: Dornbach               | Die Pfarrkirche geht auf eine 1139 geweihte Kapelle zurück, die 1476 durch einen gotischen Neubau ersetzt wurde. Nach Zerstörungen und dem Wiederaufbau während der Türkenbelagerungen erfolgte 1755/56 die barocke Umgestaltung und Erweiterung. Clemens Holzmeister entwarf den 1931/32 errichteten, südlichen Erweiterungsbau. | BDA-Hist.: Q1515660 Status: § 2a Stand der BDA-Liste: 2025-06-30 Name: Kath. Pfarrkirche, Dornbacher Pfarrkirche hll. Peter und Paul GstNr.: 1 Dornbach Parish Church |
| ja    | Datei hochladen | Wohnhausanlage der Gemeinde Wien HERIS-ID: 48748 Objekt-ID: 52294 Wiener Wohnen: 1254                                | Dornbacher Straße 84A Standort KG: Dornbach              | Der Gemeindebau entstand 1928 nach Plänen von Walter Raschka. | BDA-Hist.: Q38031580 Status: § 2a Stand der BDA-Liste: 2025-06-30 Name: Wohnhausanlage der Gemeinde Wien GstNr.: 64 Wohnhausanlage Dornbacher Straße 84a |
| ja    | Datei hochladen | Wohnhaus, Blöckingerhof HERIS-ID: 41209 Objekt-ID: 41678                                                             | Dornbacher Straße 91 Standort KG: Dornbach               | Der Blöckingerhof ist ein zweigeschoßiges traufständiges barockes Wohnhaus unter Schopfwalmdach, das im Kern aus der frühen Neuzeit stammt. Die Fassadengestaltung stammt aus dem Ende des 18. Jahrhunderts und verfügt über josephinische Fenstergitter. | BDA-Hist.: Q37998645 Status: Bescheid Stand der BDA-Liste: 2025-06-30 Name: Wohnhaus, Blöckingerhof GstNr.: 247/1 Blöckingerhof |
| ja    | Datei hochladen | Kapelle hl. Anna HERIS-ID: 62226 Objekt-ID: 74753                                                                    | bei Dornbacher Straße 121 Standort KG: Dornbach          | Die Votivkirche zur heiligen Anna ist ein neobarocker Saalbau mit eingezogenem polygonalen Schluss und Sakristeianbau, der 1717 anstelle einer hölzernen Pestkapelle errichtet und 1773 vergrößert wurde. An der Eingangsfassade befindet sich eine Figurengruppe mit der heiligen Anna Selbdritt die vermutlich aus dem 16. Jahrhundert stammt, rechts daneben ein Kruzifix aus der Zeit um 1720. Das Altarbild (1717) zeigt die heilige Sippe, zudem befinden sich im Inneren vier barocke Figuren. | BDA-Hist.: Q2315900 Status: § 2a Stand der BDA-Liste: 2025-06-30 Name: Kapelle hl. Anna GstNr.: 103 St. Anne's Chapel (Dornbach) |
| ja    | Datei hochladen | Reliefs „Arbeit“ und „Feiertag“ HERIS-ID: 48711 Objekt-ID: 52254                                                     | Dürauergasse 9-13 Standort KG: Dornbach                  | Die keramischen Wandreliefs „Arbeit“ und „Feiertag“ wurden von Eduard Robitschko geschaffen. Unter den Kunstwerken der Wiener Gemeindebauten ist diese Arbeit die früheste zum Thema Freizeit und die einzige mit einer Gegenüberstellung zur Thema Arbeit. Die Tafel „Arbeit“ zeigt männliche Arbeiter vor Gebäuden, die Tafel „Feiertag“ einen musizierenden und einen Ball spielenden Mann sowie andere Freizeitmotive. Darunter befinden sich zwei nackte Frauen mit Kindern. | BDA-Hist.: Q38031419 Status: § 2a Stand der BDA-Liste: 2025-06-30 Name: Reliefs „Arbeit“ und „Feiertag“ GstNr.: 1147/9 Reliefs Arbeit und Feiertag |
| ja    | Datei hochladen | Wiener Vorortelinie – Teilbereich mit Station Hernals HERIS-ID: 62014 Objekt-ID: 74519                               | Hernalser Hauptstraße 177 Standort KG: Dornbach          | Die Vorortelinie wurde 1898 eröffnet und war ursprünglich ein Teil der Wiener Stadtbahn. So wie diese wurde sie nach Plänen von Otto Wagner gebaut. Nach dem Ersten Weltkrieg wurde sie jedoch nicht als Teil der Wiener Elektrischen Stadtbahn in Betrieb genommen, sondern hauptsächlich für den Güterverkehr genutzt. Erst 1987 wurde sie als S-Bahn-Linie wieder ein Teil des öffentlichen Nahverkehrs. Dabei konnten nur drei der ursprünglichen Stationen wieder genutzt werden. Der Bahnhof Wien Hernals ist ein monumentaler Baublock mit Eckrisaliten und stammt noch original von Wagner. | BDA-Hist.: Q608453 Status: Bescheid Stand der BDA-Liste: 2025-06-30 Name: Eisenbahnstrecke, Wiener Vorortelinie – Teilbereich mit Station Hernals GstNr.: 1301/2, 1302 Bahnhof Wien Hernals |
| ja    | Datei hochladen | Kruzifix, Türkenkreuz samt Sockel und Einfriedung HERIS-ID: 62241 Objekt-ID: 74768 Wien Kulturgut: 74135             | bei Hernalser Hauptstraße 180 Standort KG: Dornbach      | Das Türkenkreuz ist ein Holzkruzifix auf einem Steinsockel, das vermutlich 1924 aufgestellt wurde. | BDA-Hist.: Q38099212 Status: Bescheid Stand der BDA-Liste: 2025-06-30 Name: Kruzifix, Türkenkreuz samt Sockel und Einfriedung GstNr.: 1219/1 Türkenkreuz (Hernals) |
| ja    | Datei hochladen | Wohnhausanlage der Gemeinde Wien, Türkenritthof HERIS-ID: 48719 Objekt-ID: 52262 Wiener Wohnen: 206                  | Hernalser Hauptstraße 190-192 Standort KG: Dornbach      | Die Wohnhausanlage der Gemeinde Wien entstand zwischen 1927 und 1928, für die Planung war der Architekt Paul Hoppe verantwortlich. Die Anlage besteht aus einem straßenseitigen Ehrenhof mit niedrigem Tortrakt. Die Steingruppe Türkenritt stammt vom Bildhauer Heinrich Karl Scholz und stellt einen früheren Hernalser Brauch zur Verhöhnung der Türken dar. | BDA-Hist.: Q38031466 Status: § 2a Stand der BDA-Liste: 2025-06-30 Name: Wohnhausanlage der Gemeinde Wien, Türkenritthof GstNr.: 1114/1 Türkenritthof |
| ja    | Datei hochladen | Wohnhausanlage der Gemeinde Wien, Eifler-Hof HERIS-ID: 48713 Objekt-ID: 52256 Wiener Wohnen: 208                     | Hernalser Hauptstraße 221 Standort KG: Dornbach          | Der Eifler-Hof wurde zwischen 1930 und 1931 nach Plänen von Otto Prutscher entworfen, wobei er der damals vorherrschenden Gemeindebau-Architektur durch elementar blockhafte Architektur mit kubischen Bauelementen folgte. Die regelmäßige Blockverbauung um einen begrünten Innenhof wirkt von außen kühl und wurde weitgehend dekorlos ausgeführt. | BDA-Hist.: Q38031429 Status: § 2a Stand der BDA-Liste: 2025-06-30 Name: Wohnhausanlage der Gemeinde Wien, Eifler-Hof GstNr.: 1128/2 Eifler-Hof |
| ja    | Datei hochladen | Sog. Terramare-Schlössl HERIS-ID: 112271 Objekt-ID: 130361seit 2019                                                  | Heuberggasse 10 Standort KG: Dornbach                    | Die Villa wurde 1865 erbaut und 1904 durch Fellner und Helmer adaptiert. Sie ist mit übergiebelten Risaliten und polygonalen Türmen mit Glockenhelmen auf malerische Wirkung hin gestaltet. Zur Villa gehören auch ein Wirtschaftsgebäude und eine Pförtnerwohnung, beide aus dem Jahr 1869. | BDA-Hist.: Q104715149 Status: Bescheid Stand der BDA-Liste: 2025-06-30 Name: Sog. Terramare-Schlössl GstNr.: 297, 298/1 Terramare-Schlössl |
| ja    | Datei hochladen | Kath. Filialkirche hl. Thomas Morus, Schafbergkirche HERIS-ID: 62225 Objekt-ID: 74752                                | Josef-Redl-Gasse 25 Standort KG: Dornbach                | Die Schafbergkirche entstand zwischen 1950 und 1957 nach Plänen von Franz Graf. Es handelt sich bei der Kirche um einen schlichten Saalbau unter einem Satteldach mit Chorturm, kleiner, eingezogener Apsis, angebauter Sakristei sowie vorspringender Taufkapelle. | BDA-Hist.: Q2230017 Status: § 2a Stand der BDA-Liste: 2025-06-30 Name: Kath. Filialkirche hl. Thomas Morus, Schafbergkirche GstNr.: 689/4 Schafbergkirche |
| ja    | Datei hochladen | Siedlung Heuberg, sog. Häuser mit einer Mauer HERIS-ID: 96925 Objekt-ID: 112586                                      | Röntgengasse 138 Standort KG: Dornbach                   | Die Siedlung wurde zwischen 1921 und 1924 von Adolf Loos unter Mitwirkung von Hugo Mayer geplant. Charakteristisch ist das System „Haus mit einer Mauer“, das eine schnelle und kostensparende Errichtung ermöglichte. Die meisten Häuser wurden stark verändert, nur die Häusergruppe in der Röntgengasse 138ff ist noch einigermaßen original erhalten. | BDA-Hist.: Q37769053 Status: § 2a Stand der BDA-Liste: 2025-06-30 Name: Siedlung Heuberg, sog. Häuser mit einer Mauer GstNr.: 525/76 Siedlung Heuberg |
| ja    | Datei hochladen | Brunnen HERIS-ID: 48743 Objekt-ID: 52289                                                                             | Rosenackerstraße 19-21 Standort KG: Dornbach             | Die Brunnenanlage in der Wohnhausanlage Freiheitssiedlung ist ein Kunstwerk von Wander Bertoni mit drei Keramiksäulen in der Höhe von 2,5 bis 3 Metern. | BDA-Hist.: Q38031560 Status: § 2a Stand der BDA-Liste: 2025-06-30 Name: Brunnen GstNr.: 1192/6 Brunnen (Freiheitssiedlung) |
| ja    | Datei hochladen | Wartehäuschen HERIS-ID: 63808 Objekt-ID: 76497                                                                       | Rudolf-Kirchschläger-Platz Standort KG: Dornbach         | Das Wartehaus ist ein Holzständerbau vom Ende des 19. Jahrhunderts. | BDA-Hist.: Q38104339 Status: § 2a Stand der BDA-Liste: 2025-06-30 Name: Wartehäuschen GstNr.: 105/2 Wartehaus Rudolf-Kirchschläger-Platz |
| ja    | Datei hochladen | Portal HERIS-ID: 63767 Objekt-ID: 76454                                                                              | neben Rupertusplatz 5-7 Standort KG: Dornbach            | Im Pfarrgarten befinden sich zwei nachträglich versetzte Giebelportale mit toskanischen Säulen, die zum Gartenhaus führen, einem barocken Zentralbau. | BDA-Hist.: Q38104261 Status: § 2a Stand der BDA-Liste: 2025-06-30 Name: Portal GstNr.: 5/2 |
| ja    | Datei hochladen | Pfarrhof HERIS-ID: 41213 Objekt-ID: 41683                                                                            | Rupertusplatz 2, 3, 4, 5–7 Standort KG: Dornbach         | Der Pfarrhof der Dornbacher Pfarrkirche wurde 1829 über einem älteren Kern als dreigeschoßiges Gebäude mit Walmdach errichtet. Der Pfarrhof verfügt über eine zweiarmige, gedeckte Außentreppe mit einem reliefierten Doppelwappen des Stiftes St. Peter und eines Prälaten. Zum Objekt gehören auch einige eingeschoßige Wirtschaftsgebäude, die die Bebauung des Rupertusplatzes (Nrn. 2, 3 und 4) ausmachen. | BDA-Hist.: Q37998672 Status: § 2a Stand der BDA-Liste: 2025-06-30 Name: Pfarrhof GstNr.: 5/3, 10, 13, 3 Dornbacher Pfarrhof |
| ja    | Datei hochladen | Pförtnerhaus HERIS-ID: 63790 Objekt-ID: 76478                                                                        | Waldegghofgasse 3 Standort KG: Dornbach                  | Das Pförtnerhaus ist Teil der Schlossanlage Neuwaldegg. Das im Kern aus dem 18. Jahrhundert stammende Wohnhaus hat tief herabgezogene Mansardendächer, einen überdachten Vorbau und Bandlwerkdekor. Zudem befindet sich an der Fassade eine Madonna aus dem Anfang des 20. Jahrhunderts. | BDA-Hist.: Q38104302 Status: Bescheid Stand der BDA-Liste: 2025-06-30 Name: Pförtnerhaus GstNr.: 138 Pförtnerhaus, Schloss Neuwaldegg |
| ja    | Datei hochladen | Alszauberbrunnen HERIS-ID: 62240 Objekt-ID: 74767 Wien Kulturgut: 58678                                              | bei Elterleinplatz 11 Standort KG: Hernals               | Der Alszauberbrunnen wurde 1932 von Carl Philipp gestaltet und besteht aus einem runden Steinbecken und einem Mittelsockel, auf dem Putten thronen die einen Traubenkranz halten. Außen befinden sich vier lebensgroße Bronze-Sitzfiguren des Schrammel-Quartetts. Die Originale wurden 1943 eingeschmolzen und 1981 neu gegossen. | BDA-Hist.: Q432831 Status: § 2a Stand der BDA-Liste: 2025-06-30 Name: Alszauberbrunnen GstNr.: 596 Alszauberbrunnen |
| ja BW | Datei hochladen | Festsaal des Palais Rothschild HERIS-ID: 63752 Objekt-ID: 76438                                                      | Elterleinplatz 2 Standort KG: Hernals                    | Der Festsaal des Palais Rothschild befindet sich im zweiten Stock der ehemaligen k.k. Offizierstöchter-Erziehungsanstalt. Das Interieur des Festsaals mit unregelmäßigem Grundriss wurde 1882 von François Antonie Zoegger entworfen und stammt aus dem im Krieg zerstörten Palais des Alfons von Rothschild in der Theresianumgasse. | BDA-Hist.: Q38104203 Status: Bescheid Stand der BDA-Liste: 2025-06-30 Name: Festsaal des Palais Rothschild GstNr.: .86/1 |
| ja    | Datei hochladen | Schule, Hernalser Heimatmuseum HERIS-ID: 48703 Objekt-ID: 52246                                                      | Elterleinplatz 5 Standort KG: Hernals                    | Der Schulbau wurde zwischen 1857 und 1860 nach Plänen von Ferdinand Fellner anstelle eines Pfarrhofs errichtet und 1900 erweitert. Es handelt sich um einen fünfgeschoßigen, schlicht gegliederten Bau mit dreiachsigem Mittelrisalit und einer seitlichen, ehrenhofartigen Eingangsfront. | BDA-Hist.: Q38031388 Status: § 2a Stand der BDA-Liste: 2025-06-30 Name: Schule, Hernalser Heimatmuseum GstNr.: .288 |
| ja    | Datei hochladen | Amtsgebäude HERIS-ID: 48693 Objekt-ID: 52236                                                                         | Elterleinplatz 14 Standort KG: Hernals                   | Das Amtshaus des 17. Bezirks entstand zwischen 1882 und 1883 nach Plänen des Architekten und Baumeisters Johann Gschwandner (1827–1920). Bei dem Gebäude handelt es sich um eine mächtige Vierflügelanlage mit Ecktürmen, wobei das Dekor und der Dachaufbau infolge von Kriegsschäden heute stark reduziert sind. | BDA-Hist.: Q38031335 Status: § 2a Stand der BDA-Liste: 2025-06-30 Name: Amtsgebäude GstNr.: .372/1 Bezirksamt Hernals |
| ja    | Datei hochladen | Ehem. Etablissement Gschwandner HERIS-ID: 34910 Objekt-ID: 33412                                                     | Geblergasse 38-40 Standort KG: Hernals                   | Das Etablissement Gschwandner, ab den 1830er Jahren Heurigenlokal an der Hernalser Hauptstraße 39, hat sich als eines der letzten ehemaligen vorstädtischen Vergnügungsstätten des 19. Jahrhunderts erhalten. Es wurde 1877 – nach Abbruch des 1839 auf der (sich ursprünglich bis zur Ottakringer Straße erstreckenden) Liegenschaft erbauten Saales (Salon) sowie dessen 1846 entstandenen Zubaus – nach Plänen von Baumeister Johann Gschwandner (Sohn des ursprünglichen Grundstückseigentümers und Weinschänkers Johann Gschwandner, 1802–1862) im Gartenteil der von jenen Tagen an von der Stiftgasse (ab 1894: Geblergasse) durchschnittenen Liegenschaft Hernalser Hauptstraße 41 errichtet. Der im Auftrag von Georg Gschwandner († 1901; Alter 69), Bruder des Baumeisters, erbaute basilikale Saal stammt aus der Bauzeit und wurde 1887 sowie 1906 erweitert, von der Ausstattung haben sich jedoch nur mehr Reste erhalten. | BDA-Hist.: Q37960891 Status: Bescheid Stand der BDA-Liste: 2025-06-30 Name: Ehem. Etablissement Gschwandner GstNr.: .43/1, .1325 Etablissement Gschwandner |
| ja    | Datei hochladen | Rettungsstation Hernals HERIS-ID: 48720 Objekt-ID: 52263                                                             | Gilmgasse 18 Standort KG: Hernals                        | Die Rettungsstation Hernals wurde 1874 nach Plänen von Johann Gschwandner als Kommunal-Epidemiespital errichtet. Nachdem dieses nicht mehr benötigt wurde, wurde der zweigeschoßige Bau mit dem weit vortretenden Mittelrisalit und der historistischen Fassade 1903/1904 nach Plänen von Cesar Poppovits umgestaltet und durch zwei seitliche Sichtziegel-Anbauten zu einer U-förmigen Anlage umgebaut und als Rettungsstation genutzt. | BDA-Hist.: Q1804879 Status: § 2a Stand der BDA-Liste: 2025-06-30 Name: Rettungsstation Hernals GstNr.: .1085 Rettungsstation Hernals (MA 70) |
| ja    | Datei hochladen | Wohnhausanlage der Gemeinde Wien, Holy-Hof HERIS-ID: 48717 Objekt-ID: 52260 Wiener Wohnen: 207                       | Heigerleinstraße 104 Standort KG: Hernals                | Der Holy-Hof wurde 1928 bis 1929 nach Plänen von Rudolf Perco errichtet. Die Blockverbauung verfügt über einen dreieckigen Grundriss, an der Kreuzung Gräfengasse befindet sich ein turmartig überhöhter Vorbau mit Steinbalkonen. | BDA-Hist.: Q16914459 Status: § 2a Stand der BDA-Liste: 2025-06-30 Name: Wohnhausanlage der Gemeinde Wien, Holy-Hof GstNr.: .1582 Holy-Hof |
| ja    | Datei hochladen | Wohnhausanlage der Gemeinde Wien HERIS-ID: 48698 Objekt-ID: 52241 Wiener Wohnen: 1250                                | Hernalser Hauptstraße 54 Standort KG: Hernals            | Der Gemeindebau an der Hernalser Hauptstraße 54 wurde zwischen 1924 und 1925 nach Plänen von Otto Polak-Hellwig umgesetzt. Der Wohnbau mit L-förmigem Grundriss verfügt über vier Geschoße mit neoklassizistischem Dekor. | BDA-Hist.: Q38031379 Status: § 2a Stand der BDA-Liste: 2025-06-30 Name: Wohnhausanlage der Gemeinde Wien GstNr.: .73/1 Wohnhausanlage Hernalser Hauptstraße 54 |
| ja    | Datei hochladen | Relief „Hernalser Allegorie“ HERIS-ID: 48695 Objekt-ID: 52238                                                        | Hernalser Hauptstraße 98 Standort KG: Hernals            | Das Relief „Hernalser Allegorie“ der Wohnhausanlage Rosensteingasse 48 wurde 1951 von Alfons Riedel geschaffen und befindet sich über dem Haupteingang in der Hernalser Hauptstraße 98. Es zeigt das Wiener und das Hernalser Wappen mit einer Darstellung von Arbeitenden mit Geräten sowie florale Elemente. | BDA-Hist.: Q38031345 Status: § 2a Stand der BDA-Liste: 2025-06-30 Name: Relief „Hernalser Allegorie“ GstNr.: .1645 Relief Hernalser Allegorie |
| ja    | Datei hochladen | Miethaus HERIS-ID: 48727 Objekt-ID: 52270                                                                            | Hernalser Hauptstraße 116 Standort KG: Hernals           | Das späthistoristische Zins- und Geschäftshaus wurde zwischen 1901 und 1902 nach Plänen von Franz Twaroch in altdeutscher Form erbaut. Es besitzt eine asymmetrische, reiche Fassadengliederung, Erdgeschoß-Arkaden, gotisierendes Reliefdekor und eine Konsolfigur eines Landsknechts. | BDA-Hist.: Q38031509 Status: Bescheid Stand der BDA-Liste: 2025-06-30 Name: Miethaus GstNr.: .405/1, 497/1 Hernalser Hauptstraße 116 |
| ja    | Datei hochladen | Wohn- u. Verwaltungsgebäude der Straßenbahnremise Hernals HERIS-ID: 48721 Objekt-ID: 52264                           | Hernalser Hauptstraße 138 Standort KG: Hernals           | Die Straßenbahnremise Hernals wurde ab 1900 errichtet und erhielt seine spätsecessionistische Formen zwischen 1911 und 1913 durch Entwürfe von Rolf Geyling. Hinter dem monumentalen Verwaltungsgebäude mit Bediensteten-Wohnungen (erbaut 1913) in blockartiger, viergeschoßiger Ausführung befinden sich zwei Wagenhallen in Eisen- (1900/01) bzw. Eisenbetonkonstruktion (1911). | BDA-Hist.: Q38031481 Status: Bescheid Stand der BDA-Liste: 2025-06-30 Name: Wohn- u. Verwaltungsgebäude der Straßenbahnremise Hernals GstNr.: .649/1 Betriebsbahnhof Hernals |
| ja    | Datei hochladen | Figur Eisbär HERIS-ID: 63771 Objekt-ID: 76459                                                                        | vor Jörgerstraße 42-44 Standort KG: Hernals              | Die Steinskulptur Eisbär und Seehund stammt aus dem Jahr 1902 und ist mit Otto Jarl bezeichnet. | BDA-Hist.: Q38104271 Status: § 2a Stand der BDA-Liste: 2025-06-30 Name: Figur Eisbär GstNr.: 353/1 Figur Eisbär und Seehund |
| ja    | Datei hochladen | Jörgerbad HERIS-ID: 45303 Objekt-ID: 46565                                                                           | Jörgerstraße 42-44 Standort KG: Hernals                  | Das Jörgerbad wurde zwischen 1912 und 1914 als erstes städtisches Hallenbad erbaut und ursprünglich als „Kaiser Franz Joseph-Bad“ eröffnet. Den Namen „Jörgerbad“ erhielt das Bad erst nach dem Zusammenbruch der Donaumonarchie. Der viergeschoßige Bau besitzt eine gegliederte Dachzone mit geschweiftem Knickgiebel, Heimatstil-Dekor sowie turmartig ausgeführte Ecken und ein leicht vorgesetztes, monumentales Portal. | BDA-Hist.: Q1715618 Status: Bescheid Stand der BDA-Liste: 2025-06-30 Name: Jörgerbad GstNr.: .378/17, .378/18, .378/20, .378/2 Jörgerbad |
| ja    | Datei hochladen | Wohnhausanlage der Gemeinde Wien HERIS-ID: 62421 Objekt-ID: 74964 Wiener Wohnen: 1251                                | Kastnergasse 25-27 Standort KG: Hernals                  | Der Gemeindebau in der Kastnergasse entstand zwischen 1924 und 1925 nach Plänen von Hanns Würzl, der die Fassade durch abgetreppte Lisenen sowie eine Attika mit Dreiecksgiebel akzentuierte. | BDA-Hist.: Q38099668 Status: § 2a Stand der BDA-Liste: 2025-06-30 Name: Wohnhausanlage der Gemeinde Wien GstNr.: .1574 Wohnhausanlage Kastnergasse 25-27 |
| ja    | Datei hochladen | Hernalser Friedhof HERIS-ID: 49369 Objekt-ID: 53041                                                                  | Leopold-Kunschak-Platz 7 Standort KG: Hernals            | Die Errichtung des Hernalser Friedhofs erfolgte zwischen 1870 und 1872 nach Plänen des Stadtbaumeisters Johann Pflaum auf einer ehemals für den Weinbau genutzten Anhöhe. Die Aufbahrungshalle entstand in neugotischer Sichtziegelbauweise mit basilikalem Aufriss in Form eines Reliquienschreins und wird von einem gestaffelt vortretenden, übergiebelten Verwaltungsgebäude flankiert. Das Innere der Aufbahrungshalle besteht aus einer dreischiffigen, dreijochigen Pfeilerhalle. | BDA-Hist.: Q1495592 Status: Bescheid Stand der BDA-Liste: 2025-06-30 Name: Hernalser Friedhof GstNr.: 1197/1 Hernalser Friedhof |
| ja    | Datei hochladen | Redemptoristenkonvent HERIS-ID: 48730 Objekt-ID: 52273                                                               | Mariengasse 30 Standort KG: Hernals                      | Das Konventgebäude der Redemptoristen entstand zwischen 1888 und 1889. Es handelt sich dabei um einen dreigeschoßigen Sichtziegelbau mit Verbindungstrakt zur Redemptoristenkirche. Die Fassade wurde mittels additiver Achsenreihung, Gesimsen und Giebelverdachung der Fenster gegliedert. Anmerkung: Identadresse Wichtelgasse 74 | BDA-Hist.: Q38031518 Status: § 2a Stand der BDA-Liste: 2025-06-30 Name: Redemptoristenkonvent GstNr.: .1224 Redemptoristenkonvent Hernals |
| ja    | Datei hochladen | Kath. Pfarrkirche Redemptoristen/Maria von der immerwährenden Hilfe HERIS-ID: 48731 Objekt-ID: 52274                 | Mariengasse 30 Standort KG: Hernals                      | Die neogotische Staffelhallenkirche entstand zwischen 1886 und 1889 nach Plänen von Richard Jordan. Der Außenbau wurde wie das Konvent in Sichtziegelbauweise ausgeführt. Der Hochaltar der Kirche stammt aus der Bauzeit der Kirche und wurde von Maximilian Schmalzl entworfen. | BDA-Hist.: Q1673014 Status: § 2a Stand der BDA-Liste: 2025-06-30 Name: Kath. Pfarrkirche Redemptoristen/Maria von der immerwährenden Hilfe GstNr.: .1224, 545/102 Redemptorist Church (Hernals) |
| ja    | Datei hochladen | Wohnhäuser, Bediensteten-Wohnhäuser der Städtischen Straßenbahnen der Gemeinde Wien HERIS-ID: 62239 Objekt-ID: 74766 | Richthausenstraße 1, 1A, 1B, 1C, 1D Standort KG: Hernals | Die Wohnhäuser in der Richthausenstraße befinden sich am nördlichen Teil des Betriebsbahnhofs Hernals, wobei die viergeschoßigen Bauten 1912 als Bediensteten-Wohnhäuser errichtet wurden. Die Eingangsachsen wurden durch schmale Risalite akzentuiert, die Rücklagen mittels stark profilierter Rahmengliederungen. | BDA-Hist.: Q38099193 Status: § 2a Stand der BDA-Liste: 2025-06-30 Name: Wohnhäuser, Bediensteten-Wohnhäuser der Städtischen Straßenbahnen der Gemeinde Wien GstNr.: .649/4 |
| ja    | Datei hochladen | Wohnhausanlage der Gemeinde Wien HERIS-ID: 48697 Objekt-ID: 52240 Wiener Wohnen: 1253                                | Rötzergasse 29-31 Standort KG: Hernals                   | Die Wohnhausanlage Rötzergasse 29-31 besteht ursprünglich aus zwei Gebäuden, die ab 1925 zunächst getrennt voneinander errichtet wurden. | BDA-Hist.: Q38031368 Status: § 2a Stand der BDA-Liste: 2025-06-30 Name: Wohnhausanlage der Gemeinde Wien GstNr.: .1269 Wohnhausanlage Rötzergasse 29-31 |
| ja    | Datei hochladen | Pfarrkirche St.Bartholomäus, Kalvarienbergkirche HERIS-ID: 41215 Objekt-ID: 41685                                    | St.-Bartholomäus-Platz Standort KG: Hernals              | Die alte Pfarrkirche wurde 1301 erstmals urkundlich erwähnt und 1529 zerstört. Nach dem Wiederaufbau diente sie zwischen 1548 und 1568 als evangelisch-lutherische Kirche. Im Zuge der zweiten Wiener Türkenbelagerung 1683 wurde die Pfarrkirche neuerlich zerstört, woraufhin der Hernalser Kreuzweg 1710 in Form eines Kalvarienbergs wiedererrichtet wurde. | BDA-Hist.: Q1722766 Status: Bescheid Stand der BDA-Liste: 2025-06-30 Name: Kath. Pfarrkirche St. Bartholomäus, Kalvarienbergkirche GstNr.: .281 Calvary Church (Hernals) |
| ja    | Datei hochladen | Wohnhausanlage der Gemeinde Wien HERIS-ID: 48704 Objekt-ID: 52247 Wiener Wohnen: 1258                                | Taubergasse 1-3 Standort KG: Hernals                     | Identadresse Johann-Nepomuk-Berger-Platz 12-13. Die Wohnhausanlage entstand zwischen 1937 und 1939 nach Plänen von Konstantin Peller und beherbergt unter anderem die Hauptfeuerwache Hernals. Die breit abgetreppte Fassade mit einem Sockel aus Sichtziegel ist nur mehr vereinfacht erhalten, 1949 bis 1953 wurde die Anlage erweitert. An der Hausecke Taubergasse/Johann-Nepomuk-Berger-Platz befindet sich eine Feuerwehrmann-Konsolfigur. | BDA-Hist.: Q38031397 Status: § 2a Stand der BDA-Liste: 2025-06-30 Name: Wohnhausanlage der Gemeinde Wien GstNr.: .1205/2 Wohnhausanlage Taubergasse 1-3 |
| ja    | Datei hochladen | Wohnhausanlage der Gemeinde Wien HERIS-ID: 48724 Objekt-ID: 52267 Wiener Wohnen: 1255                                | Wattgasse 88-92 Standort KG: Hernals                     | Die Wohnhausanlage Wattgasse 88 entstand zwischen 1928 und 1929; Karl und Wilhelm Schön entwarfen die U-förmige Anlage mit begrüntem Straßenhof. Die Fassade mit Elementen des Jugendstil und Expressionismus verläuft an der Wattgasse über drei Trakte und wurde im Mitteltrakt durch rundbogige Türen, Auslagen und Balkone strukturiert. An den Seiten der beiden übrigen Trakte finden sich jeweils zwei ausgreifende Erker. | BDA-Hist.: Q38031492 Status: § 2a Stand der BDA-Liste: 2025-06-30 Name: Wohnhausanlage der Gemeinde Wien GstNr.: .643/1 Wohnhausanlage Wattgasse 88 |
| ja    | Datei hochladen | Anlage Ehem. Orthopädisches Krankenhaus der Stadt Wien HERIS-ID: 248639 Objekt-ID: 65869                             | Wielemansgasse 28 Standort KG: Hernals                   | Erbaut wurde das Krankenhaus 1924–1926 nach Plänen von Alfred Mautner und Johann Rothmüller. Es wurde ursprünglich als Entbindungsanstalt für die Wiener Kaufmannschaft genutzt. Es besteht aus dem eigentlichen Spital und einem Verwaltungsgebäude. Anmerkung: Das eigentliche Spital liegt in Hernals, das Verwaltungsgebäude in Gersthof. Das Gelände ist allerdings nur vom 18. Bezirk aus zu erreichen, weswegen der Eintrag dort verortet ist. | BDA-Hist.: Q1766922 Status: Bescheid Stand der BDA-Liste: 2025-06-30 Name: Anlage Ehem. Orthopädisches Krankenhaus der Stadt Wien GstNr.: 1157/1; 828/2 Orthopädisches Krankenhaus Gersthof |
| ja    | Datei hochladen | Eisenbahnstrecke, Wiener Vorortelinie – Teilbereich Hernals HERIS-ID: 62015 Objekt-ID: 74520                         | Standort KG: Hernals                                     | Hier verläuft die Vorortelinie als Hochbahn (Objekterklärung unter KG Dornbach). | BDA-Hist.: Q64026421 Status: Bescheid Stand der BDA-Liste: 2025-06-30 Name: Eisenbahnstrecke, Wiener Vorortelinie – Teilbereich Hernals GstNr.: 923/1, 923/2, 924/1, 924/2, 924/3, 924/4, 924/5, 925/1, 925/2, 925/3, 925/4, 977/1, 977/2, 978/1, 978/2, 978/3, 978/4, 978/5, 978/6, 978/7, 978/11, 978/9 Vorortelinie |
| ja    | Datei hochladen | Wirtschaftsgebäude, Wohnhaus, ehemalige Schwarzenberger Meierei, Haus A HERIS-ID: 41210 Objekt-ID: 41679             | Dornbacher Straße 137 Standort KG: Neuwaldegg            | Die Schwarzenbergsche Meierei befindet sich unterhalb des Schloss Neuwaldegg und besteht aus mehreren freistehenden Wirtschaftsgebäuden und einem Wohnhaus mit Weinkeller. Die Meierei entstand im ersten Viertel des 18. Jahrhunderts. | BDA-Hist.: Q37998655 Status: Bescheid Stand der BDA-Liste: 2025-06-30 Name: Wirtschaftsgebäude, Wohnhaus, ehemalige Schwarzenberger Meierei, Haus A GstNr.: 23/1 Schwarzenbergsche Meierei |
| ja    | Datei hochladen | Forsthaus der Stadt Wien HERIS-ID: 63803 Objekt-ID: 76492                                                            | Exelberg 31 Standort KG: Neuwaldegg                      | Das zweigeschoßige Wirtschaftsgebäude mit verbrettertem Dachgeschoß wurde um 1900 erbaut. | BDA-Hist.: Q38104327 Status: § 2a Stand der BDA-Liste: 2025-06-30 Name: Forsthaus der Stadt Wien GstNr.: 412, 413 Forsthaus der Stadt Wien (Neuwaldegg) |
| ja    | Datei hochladen | Höhenstraße HERIS-ID: 87175 Objekt-ID: 101563seit 2020                                                               | Höhenstraße Standort KG: Neuwaldegg                      | Die Höhenstraße ist eine Aussichtsstraße zwischen Neuwaldegg und dem Kahlenberg. Sie wurde 1934/35 unter der Leitung von Erich Franz Leischner erbaut. Sie gilt als eines der Prestigeprojekte der damaligen Zeit und hatte nicht zuletzt den Zweck der Arbeitsbeschaffung in den Krisenjahren. | BDA-Hist.: Q105129770 Status: Bescheid Stand der BDA-Liste: 2025-06-30 Name: Höhenstraße GstNr.: 290/1, 291/1 Höhenstraße, Vienna |
| ja    | Datei hochladen | Wandmalerei, Tiroler Studentenheim (ehem. Villa Artaria) HERIS-ID: 48756 Objekt-ID: 52304                            | Neuwaldegger Straße 18A Standort KG: Neuwaldegg          | Die 1804 errichtete klassizistische Anlage wurde in kubischen Baublöcken errichtet. 1954 erfolgte der Umbau zu einem Studentenheim. Gartenseitig befindet sich ein Tympanonrelief der Madonna mit Engeln, auf einem Zubau aus dem 19. Jahrhundert ein Wandbild von Max Weiler (1964). | BDA-Hist.: Q38031600 Status: § 2a Stand der BDA-Liste: 2025-06-30 Name: Wandmalerei, Tiroler Studentenheim (ehem. Villa Artaria) GstNr.: 166 |
| ja    | Datei hochladen | Natursteinplastik „Stier“ HERIS-ID: 63492 Objekt-ID: 76160                                                           | Neuwaldegger Straße 19-21 Standort KG: Neuwaldegg        | Die Plastik „Stier“ von Alexander Wahl befindet sich an der Straßenfassade der Wohnhausanlage Neuwaldegger Straße 19-21. | BDA-Hist.: Q38103537 Status: § 2a Stand der BDA-Liste: 2025-06-30 Name: Natursteinplastik „Stier“ GstNr.: 47/1 Plastik Stier |
| ja    | Datei hochladen | Linienamtsgebäude samt Nebenbau HERIS-ID: 63403 Objekt-ID: 76065                                                     | Neuwaldegger Straße 59 Standort KG: Neuwaldegg           | Das Linienamt wurde Anfang der 1890er-Jahre erbaut, als sich nach der Stadterweiterung Wiens die Zollgrenzen verschoben. | BDA-Hist.: Q38103139 Status: Bescheid Stand der BDA-Liste: 2025-06-30 Name: Linienamtsgebäude samt Nebenbau GstNr.: 363/2 Linienamtsgebäude Neuwaldegg |
| ja    | Datei hochladen | Anlage Schloss Neuwaldegg (Baulichkeiten, Gartenbaudenkmale und Skulpturen) HERIS-ID: 63799 Objekt-ID: 76488         | Waldegghofgasse 3-5 Standort KG: Neuwaldegg              | Das Schloss Neuwaldegg wurde zwischen 1692 und 1697 als barockes Gartenpalais für Theodor Graf Strattmann errichtet und unter dem Nachbesitzer wesentlich verändert. | BDA-Hist.: Q877117 Status: Bescheid Stand der BDA-Liste: 2025-06-30 Name: Anlage Schloss Neuwaldegg (Baulichkeiten, Gartenbaudenkmale und Skulpturen) GstNr.: 1, 2, 4, 6, 8/2, 10/6, 15, 19/1, 343, 416, 431, 8/1, 11, 12, 357 Schloss Neuwaldegg                                                                      |
| ja    | Datei hochladen | Teil des Neuwaldegger Schlossparkes (Neuwaldegger Allee u. a.) HERIS-ID: 111181 Objekt-ID: 128969                    | Standort KG: Neuwaldegg                                  | Der Schwarzenbergpark wurde zwischen 1766 und 1774 von Franz Moritz Graf Lacy nach englischem Vorbild angelegt, wobei er die barocke Hauptallee miteinbezog. Bis 1782 wurde der Garten erweitert und mit Staffagebauten versehen. | BDA-Hist.: Q37822442 Status: Bescheid Stand der BDA-Liste: 2025-06-30 Name: Teil des Neuwaldegger Schlossparkes (Neuwaldegger Allee u. a.) GstNr.: 10/2, 8/1, 11, 12 Schwarzenbergpark |

## Ehemalige Denkmäler
| Foto |                 | Denkmal                   | Standort                          | Beschreibung | Metadaten                                                                           |
| ---- | --------------- | ------------------------- | --------------------------------- | --- | ----------------------------------------------------------------------------------- |
|      | Datei hochladen | Skulpturengruppe bis 2010 | Alszeile KG: Dornbach GstNr.: 5/1 | Die Skulpturengruppe im Pfarrgarten der Dornbacher Pfarrkirche stammt ursprünglich aus dem Neuwaldegger Schlosspark. Die Darstellungen von Bacchus, Jupiter und einer männlichen Figur wurden wahrscheinlich von Lorenzo Mattielli um 1730 geschaffen. | WD-Item: fehlt! Status: § 2a Stand der BDA-Liste: 2010-06-25 Name: Skulpturengruppe |